# Blak and Blu
Blak and Blu è il primo album in studio del chitarrista e cantante americano Gary Clark Jr., pubblicato il 22 ottobre 2012 dalla Warner Bros.
L'album tocca un'ampia varietà di generi musicali che rispecchiano le eterogenee influenze di Clark: il Soul (Please Come Home), l'Hip hop/R&B (The Life), il Rock and roll in stile Chuck Berry (Travis County) e il marchio di fabbrica del chitarrista, il Blues in tutte le sue forme (Numb, When My Train Pulls In, Next Door Neighbor Blues).
Grazie a Blak and Blu Gary Clark ottiene due nomination ai Grammy Award del 2013: miglior canzone rock per Ain't Messin 'Round e migliore performance R&B tradizionale per Please Come Home), e vince quest'ultimo.

## Tracce
Testi e musiche di Gary Clark Jr., eccetto dove indicato.
1. Ain't Messin 'Round – 4:09
2. When My Train Pulls In – 7:46
3. Blak And Blu – 4:06 (Gary Clark, Jr., Gil Scott-Heron, Brian Jackson, Don Robey)
4. Bright Lights – 5:25
5. Travis County – 3:38
6. The Life – 5:06
7. Glitter Ain't Gold (Jumpin' For Nothin') – 4:18 (Gary Clark, Jr., Doyle Bramhall II, Justin Stanley, Ali Tamposi, Mike Elizondo)
8. Numb – 5:26
9. Please Come Home – 4:17
10. Things Are Changin' – 4:00
11. Third Stone From The Sun/If You Love Me Like You Say – 9:38 (Jimi Hendrix, Little Johnny Taylor)
12. You Saved Me – 6:11
13. Next Door Neighbor Blues – 3:01

## Formazione

### Musicisti
- Gary Clark, Jr. – voci, cori, chitarra solista, chitarra ritmica, basso, batteria, tromba, percussioni, conga
- Eric 'King' Zapata – chitarra ritmica
- Mike Elizondo – basso, chitarra fuzz, tastiere, percussioni
- Zac Rae – tastiere, organo hammond, wurlitzer, piano, vibrafono
- J.J. Johnson – batteria, percussioni
- Scott Nelson – basso
- Satnam Ramgotra – tabla, percussioni
- Danny T. Levin – tromba, trombone, flicorno soprano
- David Moyer – sassofono tenore, sassofono baritono
- Stevie Black – archi

### Produzione
- ingegneri del suono - Adam Hawkins, Doug McKean
- missaggio - Adam Hawkins, Doug McKean
- assistenti ingegneri - Brent Arrowood, Chris Sporleder, Russ Waugh
- Mastering - Ted Jensen
- A&R - Lenny Waronker
- Design creativo, direzione e fotografia - Frank Maddocks